# Flickan i ögat
Flickan i ögat är en kammaropera tonsatt av Lars Edlund med libretto av Ulla Britt Edberg. Operan bygger på Gustaf Frödings dikt med samma namn. Den uppfördes första gången vid Kungliga Teatern 1981. 1982 kom en TV-version. 1985 uppfördes den på Stora Teatern i Göteborg.